# Tomás Estela
Tomás Estela Massot, regatista nacido en Palma de Mallorca el 15 de noviembre de 1958.
Fue Campeón de España en 1972 y Campeón del mundo en 1972 en Karlskrona (Suecia), este último título individual y por equipos, en la clase optimist. En 1974 ganó el campeonato de España juvenil de la clase 420 y fue campeón del mundo juvenil YRU en la clase 420 formando equipo con su primo Miguel Estela Miro. En 1975 fue campeón de Europa y subcampeón del mundo, también en los campeonatos juveniles de 420.
Posteriormente fue campeón de España absoluto y ganó el Trofeo Su Alteza Real Princesa Sofía en 1975. Posee la medalla de oro de la Federación Española de Vela, entre otros galardones.